# Hidroxid de zirconiu
Hidroxidul de zirconiu este o bază alcătuită din patru grupări hidroxil și un atom de zirconiu. Formula sa chimică este Zr(OH)4. 
1. ↑  „Hidroxid de zirconiu”, Zirconium hydroxide (în engleză), PubChem, accesat în 14 octombrie 2016